# Puente Stonecutters
El puente Stonecutters, en inglés Stonecutters Bridge, es un puente atirantado de aprox. 1,6 kilómetros de longitud que une en Hong Kong las islas de Tsing Yi y Stonecutters.

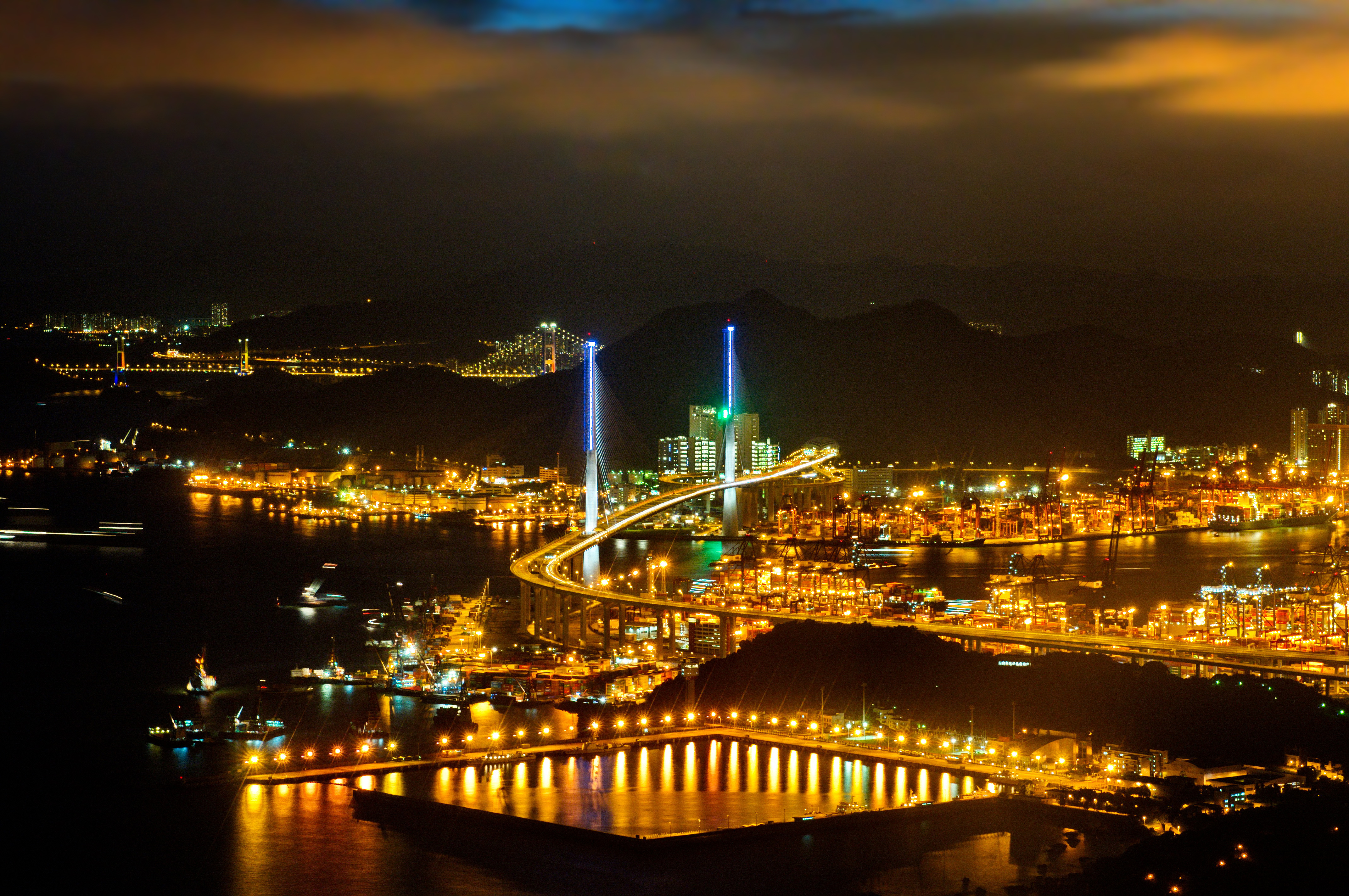
Puente Stonecutters

La autopista 8 cruza el puente para unir Sha Tin, Cheung Sha Wan, Tsing Yi, Ma Wan y la isla Lantau. Su vano de mayor longitud tiene una longitud de casi 1 kilómetro y es, después del puente de Sutong, el segundo puente atirantado más largo del mundo. El coste de la obra ascendió a 2.760 millones de dólares de Hong Kong.
Se abrió al tráfico público el 20 de diciembre de 2009.